# Plesioneuron subglabrum
Plesioneuron subglabrum är en kärrbräkenväxtart som beskrevs av Hoittum. Plesioneuron subglabrum ingår i släktet Plesioneuron och familjen Thelypteridaceae. Inga underarter finns listade.